# Tonny Wagenaar
Tonny Wagenaar (2 oktober 1931 - 3 september 2021) was een Nederlands topjudoka en judoleraar. 

## Carrière
Wagenaar was een zeer succesvol wedstrijdjudoka en 6-voudig Nederlands Kampioen (1955-1961) en 2-voudig zilveren medaillewinnaar op het EK in 1954 en 1960. Hij heeft voor zijn vele contributies aan de judo wereld de 9e dan judo ontvangen.
Na zijn wedstrijdcarrière startte Wagenaar een in 1962 functie als bondscoach voor de Nederlandse judoploeg en begon vervolgens aan een carrière als scheidsrechter. In 1966 promoveerde hij tot internationaal scheidsrechter en werd als hoogtepunt in 1972 geselecteerd voor de Olympische Spelen in München waar hij meerdere finales mocht leiden. Naast deze indrukwekkende functies was Wagenaar enkele jaren actief als voorzitter van district Noord-Holland en werd hij benoemd als voorzitter van nationale scheidsrechterscommissie en vervolgens de nationale gradencommissie. Naast alle judotechnische functies gaf  Wagenaar ook “gewoon” les. 60 jaar lang heeft Wagenaar vele judoka’s binnen en buiten Nederland de technieken van het judo bijgebracht. Vele judoka’s behaalden onder zijn leiding hogere dangraden. Wagenaar was sinds 2007 in het bezit van de 9e dan judo en behoorde daarmee tot een selecte groep hogere danhouders wereldwijd. Mede door zijn staat van dienst en enorme schat aan kennis was hij een zeer gerespecteerde judoka en leraar.

Wagenaar was tot op hoge leeftijd nog zeer actief als beoefenaar, trainer en examinator. De laatste jaren van zijn leven was Wagenaar een graag geziene gast op trainingen, stages en judotoernooien.